# Ідріс Шах
Ідріс Шах ([ˈɪdrɪs ˈʃɑː]; пушту ادريس شاه, гінді इदरीस शाह; 16 червня 1924 – 23 листопада 1996), також відомий як Ідріс Шах, Сеїд Ідріс ель-Хашимі (араб. سيد إدريس هاشمي), та під псевдонімом Аркон Дараул — автор і вчитель суфійської традиції, який написав більш ніж три дюжини книг на теми від психології та духовності до подорожей та культурних досліджень.
Народжений у Індії, нащадок родини афганських дворян, Шах зростав здебільшого в Англії. Його ранні твори зосереджені на магії і чаклунстві. У 1960 році він створив видавництво «Octagon Press», що випускає як переклади суфійських класиків, так і його власні твори. Його основоположною роботою є «Суфії», яка з'явилася в 1964 році і була схвально прийнята на міжнародному рівні. У 1965 році Шах заснував Інститут культурних досліджень — освітню благодійну організацію, що базувалася в Лондоні, з метою вивчання людської поведінки та культури. Подібна організація — Інститут вивчення людських знань (HK) існує в Сполучених Штатах під керівництвом професора психології Стенфордського університету Роберта Орнштейна, якого Шах призначив своїм представником у США.
У своїх творах Шах представив суфізм як універсальну форму мудрості яка передувала ісламу. Підкреслюючи, що суфізм ніколи не був статичним, але завжди адаптував себе до поточного часу, місця та людей, він сформував своє вчення у термінах західної психології. Шах широко використовував традиційні повчальні історії та притчі, тексти, що містять багато шарів смислів, призначених щоб активувати глибоке розуміння та самоспостереження у читача. Він, мабуть, найбільш відомий завдяки своїй колекції гумористичних історій про Ходжу Насреддіна.
Часом Шаха критикували сходознавці, які піддавали сумніву його академічні повноваження та кваліфікацію. Його роль у полеміці стосовно нових перекладів Рубаїв Омара Хайама, опублікованих його другом Робертом Грейвсом та його братом Омаром Алі-Шахом, стала об'єктом особливої уваги. Однак він також мав багато відомих захисників, лідер серед яких — новеліст Доріс Лессінг. Шах став відомим як представник суфізму на Заході і читав лекції як запрошений професор ряду західних університетів. Його роботи відіграли значну роль у поданні суфізму як форми духовної мудрості, не обов'язково пов'язаної з будь-якою певною релігією".

## Життя

### Родина та ранні роки
Ідріс Шах народився в Шімле, Індія, його батько — афгано-індієць, Сердар Ікбал Алі-Шах, письменник та дипломат, його матір — шотландка — Сайра Елізабет Луіза Шах. По батьківській лінії він належить родині Сеїдів Мусаві. Їх родовий дім розташовувавася біля Кабульсих Садів Пахман. Його дід по батьківській лінії, Сеїд Амджад Али-Шах був набобом Сардхани у північно-індійському штаті Юттар Прадеш. Спадковий титул родина отримала завдяки послугам, які надавав його предок Джан-Фишан Хан англійцям.
Шах здебільшого ріс на околицях Лондону. Згідно з твердженням Рашбрука Вільяма, Шах почав супроводжувати свого батька в його подорожах з дуже раннього віку, і хоча вони вдвох подорожували далеко та часто, вони завжди вертались до Англії, де родина зробила собі дім на багато років. У цих подорожах, які часто були частиною суфійської праці Ікбала Али-Шаха, Шах мав нагоду зустрічати та проводити час з видатними державними діячами та видатними особистостями як на Сході так і на Заході. Вільямс пише:
Таке виховання молодої людини з помітним інтелектом, такої як Ідріс Шах, скоро призвело до того, що він отримав багато можливостей для набуття дійсно міжнародного світогляду, широкого бачення та знайомства з людьми та місцями, яким будь-який професійний дипломат більш досвідченого віку та довгого досвіду міг би позаздрити. Але кар'єра дипломата не приваблювала Ідріса Шаха…

Шах описував своє нетрадиційне виховання у 1971 році на каналі ВВС в інтерв'ю з Патом Вільямом. Він розповів, як його батько і його велика родина та друзі завжди намагались надавати дітям «різноманітних імпульсів» та широкий спектр контактів та досвіду з наміром створити складну особистість. Шах називав це — «Суфійським підходом» до виховання.
Після того, як родина переїхала з Лондона до Оксфорда у 1940 році у зв'язку з евакуацією під час німецького бомбардування (Бліц), він провів три роки в Оксфордський  міський школі для хлопчиків. У 1945 він, як секретар супроводжував свого батька в Уругвай в його Халяль місії. Він повернувся до Англії у 1946 році, у зв'язку з голослівними звинуваченнями в неналежному веденні бізнесу.

### Особисте життя
Шах був одружений з Парсі Синтієй (Кашфі) Карбаджі у 1958 році, у 1964 році в них народилась дочка Сайра, після цього у 1966 році двійнята, син — Тахір та ще одна дочка — Сафія.

### Дружба з Геральдом Гарднером та Робертом Грейвзом, публікація книги «Суфії»
Ближче до кінця 1950-х, Шах встановив контакти з лондонськими кругами Вікка і далі деякий час діяв як секретар і компаньйон Геральда Гарднера, засновника сучасного Вікка. У ті часи Шах зустрічався з усіма зацікавленими суфізмом у ресторані «Космо» у "Свіс Котедж" (північний Лондон) кожний четвер ввечері.
У 1960 році, Шах заснував видавництво "Октагон Пресс", одним з перших видань була біографія Гарднера — під назвою «Геральд Гарднер, чаклунство». Книга приписувалась одному з послідовників Гарднера Джеку Л. Браселіну, але ж насправді її написав Шдріс Шах.
Як стверджував послідовник Вікка Фредерік Ламонд, ім'я Браселіна було використано тому, що Шах «не хотів збивати з пантелику своїх студентів, будучи поміченим як зацікавлений в іншій езотеричній традиції». Ламонд казав, що Шах, казалось, почав потрохи розчаровуватися Гарднером, та якось відвідавши його сказав йому:
Коли я розмовляв з Геральдом, я іноді хотів бути репортером «News of the World». Який чудовий матеріал! І все ж таки я маю належні підстави стверджувати, що ця група стане наріжним каменем релігії наступного віку. Але раціонально, раціонально я не бачу цього!".
У січні 1961, під час подорожі з Гарднером до Мальорки, Шах зустрів англійського поета Роберта Грейвза. Зі свого пансіонату на Пальмі Шах написав Грейвзу листа, в якому просив про можливість «вітати вас за день до дуже тривалого періоду». Він додав, що в той час він досліджував екстатичні релігії і що він «відвідував… експерименти, які проводять відьми Британії, грибне харчування та інше» — все те, що деякий час цікавило Роберта Грейвза.
Шах також сказав Грейвзу, що він «поглинений думками про просування екстатичного та інтуїтивного знання». Незабаром Грейвз та Шах стали близькими друзями та довіреними особами. Грейвз почав проявляти сприятливий інтерес до письменницької кар'єри Шаха та підтримував його в публікуванні авторитетного трактування суфізму для західного читача, нарівні з практичними засобами для його вивчення, це повинно було стати "Суфіями". Шаху вдалося отримати суттєвий прогрес у просуванні книги, тим самим вирішуючи тимчасові фінансові труднощі.
У 1964 році книга «Суфії» з'явилася, опублікована видавництвом «Doubleday» з довгим введенням від Роберта Грейвза. Книга відзначає вплив суфізму на розвиток Західної цивілізації та традиції починаючи з сьомого сторіччя й далі за допомогою таких фігур, як Роджер Бейкон, Іоанн Креста, Раймонд Луллій, Чозер, та інших, та стало класикою. Як і інші книги Шаха на цю тему, у «Суфіях» було помітно уникнено термінології, що могло б ідентифікувати його інтерпретацію суфізму з традиційним ісламом.
У книзі також навмисно використовувалась техніка «розсіювання». Шах писав Грейвзу, що його мета наполягала в тому, щоб "раз-обумовити людей і запобігти процесу повернення їх обумовленості, якщо б це було інакше, він міг би скористався більш традиційною формою подачі матеріалу. Спочатку книга погано продавалась, і Шах інвестував значну суму власних грошей в її рекламу. Грейвз казав йому, щоб він не хвилювався з цього, незважаючи на те, що він сам мав деякі сумніви стосовно написаного, також йому було шкода, що Шах не дозволяв йому скоректувати її перед публікацією, він казав, що він був «такий гордий щодо асистування в її публікації», він впевнював Шаха, що це була «дивовижна книга», та що вона буде визнана такою протягом тривалого періоду. Залиште її з тим, щоб вона знайшла своїх читачів, тих, хто зможе услихати розповсюдження вашого голосу, а не тих, кого уявляв собі Doubleday.

### Джон Г. Беннетт та Гюрджієв, зв'язок
У червні 1962 року, за пару років до публікації «Суфії» Шах встановив контакти з учасниками руху, який сформувався навколо містичного вчення Гурджиєва та Успенського. У пресі з'явилась стаття, в який йшлось про візит автора до таємного монастиря у Центральній Азії, в якому очевидно навчають методам, вражаюче схожим на методи Гурджиєва. Та цей монастир, малось на увазі, мав свого представника в Англії.
Один з перших послідовників Успенського, Реджі Хоаре, який був частиною Гурджиєвської роботи с 1924 року, через ту статтю встановив контакт с Шахом. Хоаре «приділив особливе значення тому, що Шах говорив про Енєаграмму, та казав, що Шах відносно її розкривав секрети, які далеко вийшли за межі того, що ми чули від Успенського.» Через Хоаре, Шах був представлений до інших гурждиєвців, включаючи Джона Беннетта, відомого учня Гурджиєва, засновника «Інституту порівняльного вивчення історії, філософії та наук», розташованого в Кумб-Спрингс на 7-ми акровому маєтку (2,8 га) у Кінгстоун на Темзі, Суррей.
К тому часу Беннет вже дослідив суфійське походження багатьох вчень Гурджиєва, спираючись як на численні твердження самого Гурджиєва, так і на власні подорожі на Сход, в яких Беннет зустрічав різних суфійських шейхів. Він був переконаний як в тому, що Гурджиєв прийняв багато ідей та технік у суфіїв, так і в тому, що для тих, хто слухав лекції Гурджиєва на початку 1920-х «суфійське походження його вчень безпомилково впізнавалося для тих, хто вивчав їх».
Беннетт писав про свою першу зустріч з Шахом в його автобіографії «Свідок» ((Witness) 1974)
По-перше, я був насторожений. Я тільки вирішив іти далі самотужки та раптом з'явився інший «вчитель». Одне чи два спілкування з Реджи переконали мене, що як найменше я повинен усе побачити сам. Ми з Єлізаветой пішли на вечерю з подружжям Хоаре де зустріли Шаха, який виявився молодим чоловіком, якому було ледве за 40. Він розмовляв бездоганною англійською, та завдяки своїй бороді та деяким жестам міг би бути прийнятий за типового представника англійської державної школи. Наші перші враження були несприятливими. Він був занепокоєний, безперервно коптив та занадто був помітний його намір зробити гарне враження. У другій половині вечора наше ставлення до нього цілком змінилось. Ми зрозуміли, що він був не тільки надзвичайно обдарованою людиною, але й що він має невпізнане дещо, те що відзначає людину, яка серйозно працювала над собою… Знаючи те, що Реджі був надзвичайно обережною людиною, протягом багатьох років натренованою оцінювати інформацію в службі розвідки, я прийняв його гарантії та віру в те, що Шах мав дуже важливу місію та ми повинні допомогти йому в її виконанні.

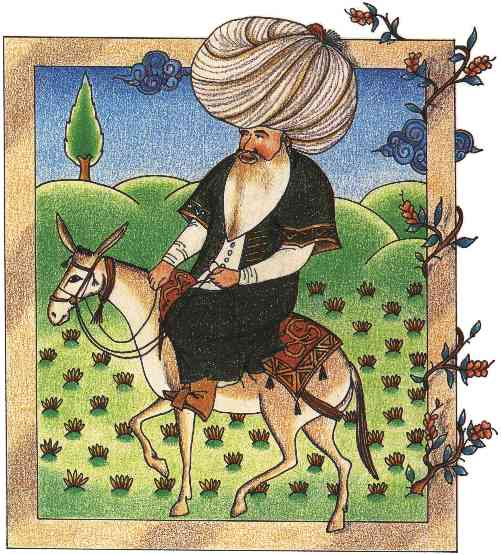
Чия борода?
Насреддину снилося, що він у своєї руці тримає бороду Сатани. Потягнувши за волосся, він закричав: "Біль, яку ти відчуваєш це ніщо в порівнянні з тією, яку ти заподіюєш смертним, яких ти вводиш в оману." Та він так рвонув бороду, що пробудився, волаючи в агонії. Тільки тоді він зрозумів, що борода, яку він тримав у руці, то була його власна борода.
— − Ідріс Шах

Шах дав Беннетту «Декларацію Людей Традиції» та уповноважив його донести її до гурджиєвців. Документ, в якому було наголошено про можливість передачі «секретної, прихованої, спеціальної, вищої, форми знань», в поєднанні з особливим враженням Беннетта, утвореного Шахом, переконали Беннетта, що Шах був справжнім емісаром «монастиря Сармунг» в Афганістані, внутрішнього кола суфіїв, чиї вчення надихнули Гурджиєва.
Протягом наступних декількох років Шах і Беннетт мали щотижневі приватні розмови. Пізніше, Шах також розмовляв зі студентами у Кумб Спрингс. Беннетт розповідає, що плани Шаха включали " досягнення людей, які займали владні та силові позиції, які вже напівсвідомо розуміли, що проблеми людства вже не можуть бути вирішені економічними, політичними чи то соціальними діями, такі люди вже були зворушені, казав він, новими силами, що рухаються в світі, щоб допомогти людству пережити майбутню кризу
Беннетт погодився з цими ідеями, а також погодився з тим, що «люди, приваблені відкритими духовними або езотеричними рухами, рідко володіють якостями, необхідними для досягнення та запозичення владних повноважень», та що «було достатньо підстав вважати, що в усьому світі вже були люди, що займають важливі позиції, які здатні вийти за рамки обмежень національності та культур, і хто міг би зрозуміти, що єдина надія для людства полягає во втручанні Вищого Джерела».
Беннетт писав: " Я достатньо був знайомий з Шахом, щоб знати, що він не був шарлатаном або байдакуватим хвалько і що він дуже серйозно ставився до завдання, яке йому було дано. Бажаючи підтримати роботу Шаха, у 1965 році, після тривалих мук та обговорень справи з радою та членами його інституту, він вирішив передати майно Кумб Спрингс Шаху, який наполягав на тому, що будь-який такий подарунок повинен бути зроблен без будь-яких умов. Після того, як майно було передано Шаху, він заборонив спільникам Беннетта візитувати, та самого Беннетта змусив відчувати себе небажаним.
Беннетт каже, що він отримав запрошення відвідати «Святкування літнього сонцестояння», вечірку Шах проводив у Кумб Спрингс, тривала вона два дні і дві ночі здебільшого для молодих людей, яких потім Шах приваблював. Ентоні Блейк, який працював з Беннеттом 15 років, каже: " Коли Ідріс Шах здобув Кумб Спрингс, його основна діяльність полягала в проведенні вечірок. Я мав лише кілька зустрічей з ним, але мені дуже сподобалось його непоштиве ставлення до того, що зазвичай приймається серйозно. Беннетт одного разу сказав мені: " Існують різні стилі роботи. Мій, як у Гурджиєва, навколо прикладання зусиль, з відмовою комусь у чомусь. Але шлях Шаха полягає в ставленні до роботи з гумором.
Через кілька місяців Шах продав ділянку більш ніж за 100000 фунтіф стерлінгів забудовнику, та влаштував себе та свою робочу діяльність в Лангтон-Хаус в Лангтон Грині, поблизу Танбридж Елза, 50-ти акрового майна, яке колись належало родині лорда Баден-Пауелла, засновника бойскаутів.
Окрім власності Кумб Спрингс, Беннетт передав Шаху догляд за своїми учнями, яких було щось біля 300 людей. Шах обіцяв інтегрувати усіх тих, хто був придатний, близько половини з їх числа знайшли своє місце в роботі Шаха. Десь через 20 років автор-гурджієвець Джеймс Мур писав, що Беннетт був обдурений Шахом. Беннетт сам розповів про це в своїй автобіографії (1974), він казав, що поведінку Шаха після передачі майна було «тяжко винести», але також наполягав на тому, що Шах був «людиною вишуканих манер та делікатних чутливостей» і вважав, що Шах демонстрував таку поведінку нарочито, «щоб переконатися, що усі зобов'язання та домовленості в питанні по Кумб Спрингс виконані». Він додав, що Ленгтон Грін був куда більш придатним місцем для роботи Шаха, ніж Кумб Спрингс, та казав, що він не відчував жалю з того, що Кумб Спрингс втратив свою ідентичність, про те, що він прийшов до цього висновку свідкує його заява, що він «отримав свободу» через його контакт з Шахом та через те, що він навчився «любити людей, яких (він) не міг зрозуміти».
За словами Беннетта, пізніше Шах вів переговори з головами гурджієвських груп у Нью-Йорку. У листі до Пола Андерсона від 5 березня 1968 року, Беннетт написав: «Пані Зальцман та інші… усвідомлюють свої власні обмеження та роблять не більш того, що можуть зробити. Коли я був в Нью-Йорку, Елізабет та я відвідали Фонд, ми бачили більшість провідних людей нью-йоркської групи та саму Жанну де Зальцман. Щось готується, але чи буде це здійснено, я не можу сказати. Я маю на увазі їх зв'язок з Ідрісом Шахом та з його здібністю перевертати усе з ніг на голову. Недоцільно з такими людьми бути пасивним, та й недоцільно уникати цього питання. В даний час ми можемо тільки сподіватися на те, що з цього вийде щось добре, та тим часом продовжувати свою власну роботу…».
Автор та клінічний психолог Кетлін Спис пізніше писала :
Будучи свідком зростаючого консерватизму в Фонді (Гурджиєва), Джон Беннетт сподівався, що нова кров та лідерство прийдуть з якогось іншого місця. Та незважаючи на залицяння з Шахом, нічого з цього не вийшло. Переважаюча ідея (серед лідерів роботи Гурджиєва), що нічого не повинно мінятися, що скарб у їх збереженні повинен будь-якою ціною зберігатися в оригінальному вигляді, була сильнішою, ніж будь-яке бажання нової хвилі натхнення.

### Суфійське навчання та інститути
У 1965 році Шах заснував Інститут Розуміння Фундаментальних ідей (SUFI), пізніше перейменований в Інститут Культурних Досліджень (ICR) — навчальний благодійний фонд, діяльність якого спрямована на стимулювання «вивчення, обговорення, навчання та дослідження усіх аспектів людської думки, поведінки та культури». Він також створив Суспільство Суфійських Досліджень (SSS).
Ленгтон Хаус в Лєнгтон Грині став місцем, де збирались та дискутували поети, філософи та державні діячі з усього світу і була визначеною частиною літературної сцени того часу. ICR проводив там зустрічі та лекції, присвоював стипендії міжнародним науковцям, включаючи сера Джона Глабба, Аклі Берласа Кіані, Ричарда Грегорі та Роберта Сесіла, голову європейських відділень Університету Рідінгу, який став головою Інституту на початку 1970-х.
Шах був одним з перших членів та прихильником Римського Клубу і декілька доповідей були передани Інституту вченими, такими як Олександр Кінг.
Інші відвідувачі, учні та ті, хто претендував бути учнем включали в себе поета Теда Г'юза, романіста Дж. Д.Селінджера, Алана Сілотто та Доріс Лессінг, зоолога Десмонда Морріса та психолога Роберта Орнштейна. Інтер'єр будинку був оформлений в середньосхідній манері, а обіди шведського столу проводилися щонеділі для гостей у великій їдальні, яка колись назвалася «Слон» (посилання на східну історію «Сліпці і слон»).
Протягом наступних років Шах розвивав "Октагон Пресс" як засіб видання та розповсюдження перевидань перекладів багатьох суфійських класиків. Крім того, він зібрав, переклав і написав тисячі суфійських казок, зробивши їх доступними для західної аудиторії через його книги та лекції. У деяких книгах Шаха зображений персонаж Мулла Насреддин, іноді з ілюстраціями, наданими Річардом Вільямсом. В інтерпретації Шаха, історії Мулли Насреддина, які раніше вважалися фольклорною частиною мусульманських культур, були представлени як суфійські притчі.
Насреддин був представлений у документальному фільмі Шаха «Мрійники», який вийшов в ефір на BBC у 1970 році. У сегментах була включена розмова з Річардом Вільямсом стосовно його незакінченого анімаційного фільму про Насреддіна, дискутування науковця Джона Керміша стосовно використання історій Насреддина в аналітичному центрі Ренд Корпорейшн. Інші гості, включаючи британського психіатра Вільямса Сарганта, обговорюючого негативний вплив промивання мізків та соціального обумовлення на креативність та вирішення проблем та коміка Марті Фельдмана, який розмовляє з Шахом про роль гумору та ритуалів в житті людини. Програма закінчилася твердженням Шаха, що людство може продовжувати власну еволюцію шляхом «руйнування психологічних обмежень», але «постійне поглиблення песімізму ефективно перешкоджає еволюції у цій формі. Людина спить — чи повинна вона померти до того, як вона прокинеться?»
Шах також організував суфійські навчальні групи в Сполучених Штатах. Клаудіо Наранхо, чилійський психіатр, який викладав у Каліфорнії наприкінці 1960-х, говорить, що після того, як він був «розчарований тим ступенем, яким школа Гурджиєва вабила за собою живу лінію», він звернувся до суфізму, та «став членом групи під началом Ідріса Шаха». Наранхо разом з Робертом Орнштейном написав книгу «Психологія медитації». Обидва вони були пов'язані з Каліфорнійським університетом, де Орнштейн був психологом-дослідником в психіатричному інституті в Ленглі Портер.
Орнштейн також був засновником та директором Інституту Вивчення Людських Знань (ISHK), заснованого у 1969 році, побачивши необхідність в США книг та колекцій стосовно стародавніх та нових способів мислення, у 1972 році він створив у ISHK Книжкову Службу як центральне джерело важливої сучасної та традиційної літератури, ставши єдиним дистриб'ютором США робот Ідріса Шаха, публікуємого «Октагон Пресс».
Іншій спільник Шаха, вчений і професор Леонард Левін, який в той час навчав телекомунікації в Колорадському університеті, створив суфійськи навчальні групи та інші створювання для просування ідей суфіїв, таких як Інститут Досліджень Популяризації Ідей Суфіїв (IRDHK), та також редагував антологію писань написаних як Шахом, так і про нього, під назвою "Розповсюдження Суфійських Ідей на Заході (1972).

### Пізніші роки
У наступні десятиріччя Шах написав більш двох дюжин книжок, багато з них спираються на класичні суфійські джерела. Досягнувши величезного всесвітнього тиражу, його праці звернуто переважно до інтелектуально орієнтованої західної аудиторії. Перекладаючи суфійські вчення на мову сучасної психології, він представив їх просторічно, отже у доступних термінах. Його народні казки, що ілюструють суфійську мудрість через анекдот та приклад, виявились особливо популярними. Шах отримував та приймав запрошення читати лекції як запрошений професор академічних установ, включаючи Каліфорнійський університет, Женевський університет, Національний університет Ла-Плата та різні англійські університети. Окрім його літературної та освітньої роботи, він знаходив час на розробку повітряного іонізатора (формування компанії з Коппи Лоуз) та на керування багатьма компаніями з текстильної, керамічної та електронної промисловості. Він також здійснив декілька подорожей до історичної батьківщини його предків, до Афганістану, та залучив себе там в налагодженні зусиль з допомоги. Пізніше він описав цей свій досвід у своїй книзі «Кара Куш», де йдеться про Радянську війну в Афганістані.

### Хвороба
Наприкінці весни 1987 року, приблизно через рік після його останнього візиту до Афганістану, Шах зазнав двох послідовних та масових інфарктів. Йому сказали, що в нього залишилося лише вісім відсотків його серцевих функцій і що він не може розраховувати на виживання. Незважаючи на періодичні напади хвороби, він продовжував працювати і випускав додаткові книги протягом наступних дев'яти років.

### Смерть

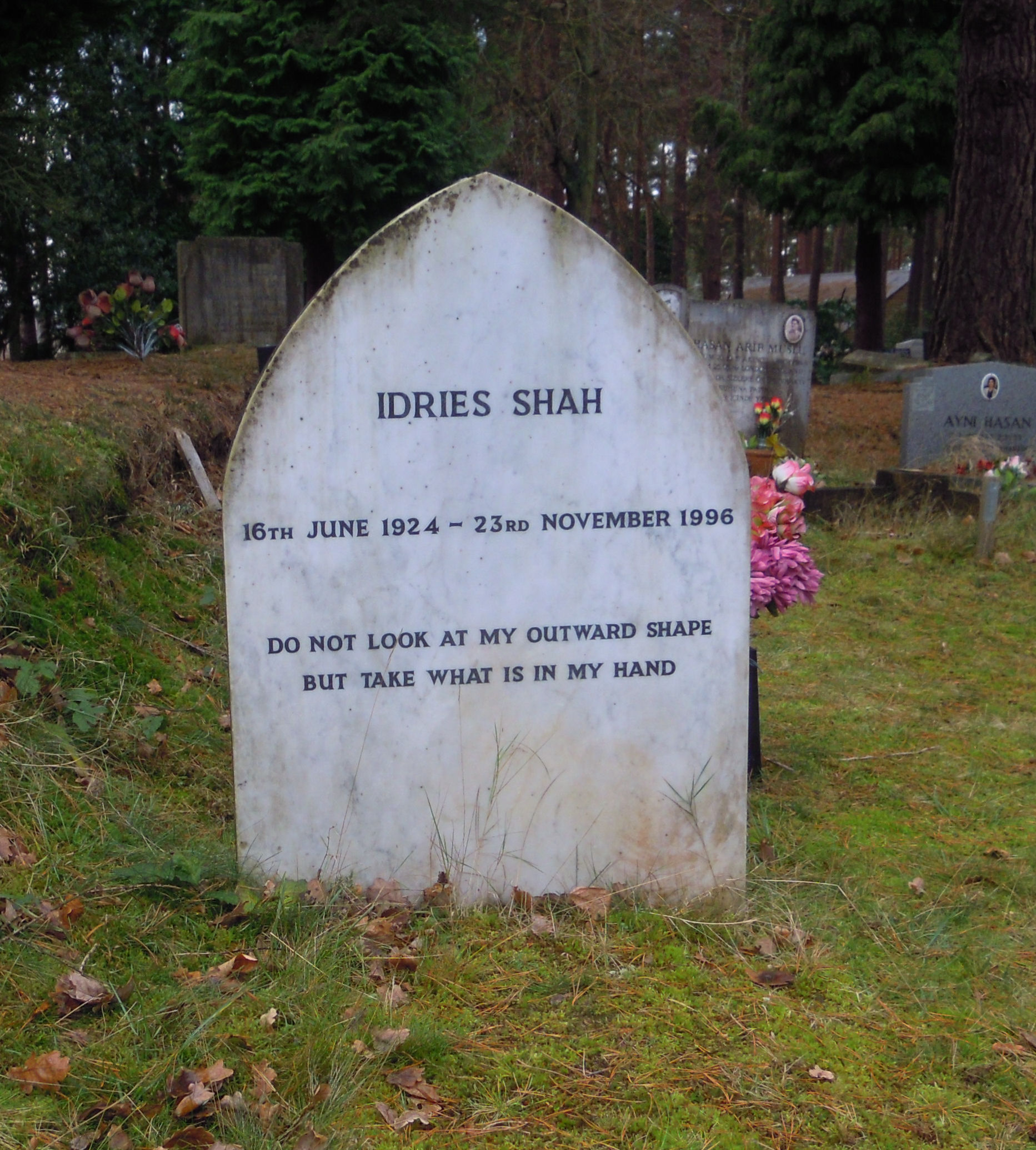
Могила Ідріса Шаха на Бруквудському кладовищі

Ідріс Шах помер у Лондоні 23 листопада 1996 року у віці 72 років та був похований на кладовищі Бруквуд. Як зазначив його некролог в «The Daily Telegraph», він співпрацював з моджахедами під час Радянської війни в Афганістані, був Директором з навчань в Інституті Культурних Досліджень, керівником Королівського Гуманітарного товариства,,Королівської лікарні та Дома для невиліковних. Він також був членом клубу "Атенеум". На момент його смерті, книг Шаха було продано понад 15 мільйонів примірників на дюжині мов по всьому світу,та були переглянуті у чисельних міжнародних журналах і газетах.

## Вчення

### Книжки з магії та окультизму
Ранні книги Шаха вивчали те, що він називав «малими вірами». Його перша книга — «Магія Сходу»(Oriental Magic), яка була опублікована у 1956 році, спочатку передбачалась бути названа «Міркування стосовно Східних та Африканських малих вір» (Considerations in Eastern and African Minority Beliefs). Він продовжив у 1957 році книгою «Секретна Магічна Наука: Книга Знахарів»(The Secret Lore of Magic: Book of the Sorcerers), яка спочатку мала назву «Деякі Матеріали Стосовно Європейських Малих Вірувань»(Some Materials on European Minority-Belief Literature). Назви цих книжок, згідно з контриб'ютором Шаха до 1973 року, були змінені до публікації через «гостру необхідність у практиці комерційного видавництва».
Перед смертю у 1969 році батько Шаха заявив, що причина, чому він та його син опублікували книги про магію та окультизм полягали в тому, щоб «випередити ймовірне загальнопоширене відродження або віру серед значної кількості людей у цю нісенітницю. Мій син… в кінцевому підсумку виконав це завдання, коли він протягом декількох років дослідив це питання та опублікував дві книги з цього предмету.»
В інтерв'ю «Psychology Today» у 1975 році, Шах докладніше розкрив цю тему:
Головна мета моїх книг — зробити цей матеріал доступним для загального читача. Занадто довго люди вважали, що існують секретні книги, приховані місця та дивні речі. Вони тримались за цю інформацію, як за щось таке, чим вони самі себе лякали. Тому першою метою була інформація. Це магія Сходу та Заходу. Тут немає нічого іншого. Друга мета цих книжок полягала у тому, щоб показати, що більш ніж здається мають бути сили, деякі з яких або пояснюються цією магією, або можуть бути розвинені з неї, які не входять до звичайної фізики, або у досвід звичайних людей. Я думаю, це слід вивчити, що нам потрібно зібрати дані та аналізувати явища. Нам потрібно відокремити хімію магії від алхімії, так би мовити.
Шах продовжував казати, що його книги на цю тему не були написані для нинішніх прихильників магії та чаклунства, і насправді йому згодом довелося уникати їх, оскільки вони були б тільки розчаровані в тому, що він повинен був сказати.
Після цих книг був опублікований путівник «Місце призначення - Мекка» (Destination Mecca) (1957), який було представлено на телебаченні сером Девідом Аттенбро. Як «Місце призначення — Мекка», так і «Магія Сходу», обидві містять розділи з теми суфізму.

### Суфізм як форма позачасової мудрості
Шах представив суфізм як форму вічної мудрості, яка передувала ісламу. Він підкреслював, що природа суфізму жива, не статична, і що вона завжди адаптувала свої видимі прояви до нових часів, місць і людей: "Суфійські школи подібні до хвиль, які розбивають камені: [вони ] з того самого моря, різних форм, з однією й тією ж метою ", — писав він, цитуючи Ахмада аль-Бадаві.
Шах часто зневажав опис суфізму східнознавцями, вважаючи, що академічно або особисте вивчення його історичних форм і методів не було достатньою підставою для отримання правильного розуміння цього. Фактично, одержимість його традиційними формами може насправді стати перешкодою: «Покажіть людині занадто багато кісток верблюда, або показуйте їх йому занадто часто, і він не зможе розпізнати верблюда, коли він зістрине його живим», як висловив він цю думку в однієї зі своїх книг.
Шах, як Інаят Хан, представив суфізм як шлях, який перейшов межі окремих релігій, та адаптував його до західної аудиторії. Втім, на відміну від Хана, він применшував значення релігійних та духовних прикрас і зобразив суфізм як психологічну технологію, метод, або науку, яка могла б бути викоростана з метою самореалізації. Таким чином, його підхід, здавалось, був адресований послідовникам Гурджиєва, студентам Руху з розвитку людського потенціалу (Human Potential Movement) та до інтелектуалів, знайомих з сучасною психологією. Наприклад він писав: "Суфізм… стверджує, що людина може стати об'єктивною, і ця об'єктивність дає змогу особистості ухопити «вищі» факти. Отже людина запрошена до того, щоб підштовхнути свою еволюцію вперед у напрямку до того, що іноді у суфізму називають «справжнім інтелектом». Шах вчив, що людська істота може набути нових витончених органів чуття у відповідь на потребу:
Суфії вважають, що будучи вираженим у одному напрямку, людство еволюціює до певної долі. Ми всі беремо участь у цієї еволюції. Органи з'являються в результаті необхідності у специфічних органах (Румі). Організм людської істоти виробляє новий комплекс органів у відповідь на таку потребу. У цьому віці, віці переходу меж часу та простору, комплекс органів має відношення до переходу меж часу та простору. Те, що звичайні люди вважають спорадичними та періодичними спалахами телепатичної та пророчої сили розглядаються суфіями ніяк не менш, ніж перші зрушення тих самих органів. Різниця між усією еволюцією та сучасною потребою в еволюції полягає в тому, що протягом останніх десяти тисяч років, чи щось таке, нам дали можливість свідомого розвитку. Настільки важливою є ця більш витончена еволюція, що від неї залежить наше майбутнє.
- Ідріс Шах, Суфії.
Шах відкинув інші Східні та Західні проєкції суфізму, як «розбавлені, узагальнені або часткові», він включив сюди не тільки версію Хана, але й відкриті ісламські форми суфізму, що зустрічаються в більшості ісламських країн. З іншого боку в писаннях соратників Шаху малось на увазі, що він був «Великим суфійським шейхом» — позиція авторитету, підірвана нездатністю інших суфіїв усвідомити його існування. Шах відчував, що найкращий шлях представити суфійську мудрість Західу, водночас подолавши проблеми гуру та культів, полягав у з'ясуванні різниці між культом та освітньою системою, та робити внесок у знання. У своєму інтерв'ю він пояснював: «Ви повинні працювати в рамках освітнього паттерну, але не в сфері мумбо-юмбо». В рамках цього підходу він діяв в якості Директора з вивчань в ICR. Він також читав про вивчення суфізму на Заході в Сассекському університеті у 1966 році. Пізніше це було опубліковано як монографія під назвою «Особливі проблеми вивчення суфійських ідей».
Пізніше Шах пояснив, що діяльність суфіїв поділяється на різні компоненти або департаменти: «вивчення у суфізмі», «вивчення суфізму» та «вивчення для суфізму».
Вивчення для суфізму допомагали привести людей до суфізму, включаючи просування знань, які можуть бути відсутніми в культурі, і які потребують бути відновленими та поширеними, наприклад розуміння соціального обумовлення та промивання мізків, різниці між раціональним та інтуїтивним способами мислення, та інша діяльність пов'язана з метою досягнення того, щоб людські уми могли стати більш вільними та широкомасштабними. Вивчення суфізму включає до себе інститути та діяльність, такі як лекції та семінари, які надавали інформацію про суфізм та діяли як культурний зв'язок взаємодії суфіїв з громадськістю. Нарешті вивчення у суфізмі відносять до перебування у суфійській школі, виконуючи дії, які призначені вчителем як частина тренування і це може мати багато форм, які не обов'язково вписуються до упередженого поняття «містична школа».
Цілі та методології Шаха також були окреслені у «Декларації Людей Традиції», що була надана у Кумб Спрингсі:
На додаток до зроблення цього оголошення, щоб висвітлити певні області мислення певними ідеями та вказати на деякі фактори, навколишні до цієї роботи, проєкції цієї декларації мають практичне завдання. Це завдання полягає в тому, щоб знайти людей, які мають здатності для отримання спеціального знання про людину, яке є доступним, групувати їх у спеціальний, не випадковий спосіб, так, щоб кожна така група формувала гармонічний організм, зробити це в потрібному місці в потрібний час, забезпечити зовнішній та внутрішній формат, завдяки якому працювати, а також формулювання «ідей», придатних для місцевих умов, збалансувати теорію з практикою.
У інтерв'ю з ВВС від 1971 року Шах пояснив свій сучасний, адаптивний підхід: «Я зацікавлений у тому, щоб зробити доступними на Заході тих аспектів суфізму, які в цей час були б корисними для Заходу. Я не хочу, щоб добрі європейці перетворювалися. в бідних азіатів. Люди запитують мене, чому я не користуюся традиційними методами духовної підготовки, наприклад, в спілкуванні з людьми, які шукають мене або полюють на мене, і, звичайно, відповідь полягає в тому, що це з тієї ж причини, що ви приїхали сьогодні до мого будинку на автомобілі, а не на верблюді. Суфізм насправді не містична система, не релігія, але сукупність знань».
Шах часто характеризував деяку зі своєї роботи, як насправді попередню до фактичного вивчення суфізму, так само як навчання читати та писати могло б бути розглянуте, як попереднє для того, щоб вивчати літературу: «Якщо психологія не правильно орієнтована, то немає духовності, хоча там може бути одержимість та емоційність, яку помилково приймають за неї»."Кожний, хто намагається прищепити духовні практики на невозроджену особистість… закінчить оманою", стверджував він. З цієї причини, більша частина роботи, яку він виконав у книзі «Суфії», була у своїй природі психологічна, спрямована на те, щоб атакувати нафс-а-амара, хибне "Я": «Мені нічого вам дати, окрім шляху до розуміння як шукати — але ви думаєте, що ви вже робити це».
Шаха часто критикували за те, що він у своїх писаннях не згадував Бога, його відповідь була така, що з людиною, яка знаходиться у цьому поточному стані, було б не багато сенсу розмовляти стосовно Бога. Він проілюстрував цю проблему в його книзі «Мислителі Сходу»: «Зрозумівши, що я здатен розмовляти мовою мурах, я наблизився до одного з них, та запитав: „Хто є Бог? Чи нагадує Він мурах?“, він відповів: „Боже! Звичайно ні! У нас лише одно жало, але Бог, у Нього два!“

### Навчальні історії
Додаткова інформація : навчальні історії.
У своїх роботах для посилення ефекту Шах використовував навчальні історії. Шах підкреслював терапевтичне призначення вражаючих анекдотів, та те, що ці історії виявляли нові перспективи. Читання та обговорення таких історій у настройці групи стало важливою частиною діяльності, у якої члени навчальних кіл Шаха були задіяні. Трансформаційний спосіб, яким ці збентежуючи та несподівані історії могли дестабілізувати нормальний (не підозрюючий) режим роботи свідомості учня, вивчав професор психології Стенфордського університету Роберт Орнштейн, який разом із колегою психологом Чарльзом Тартом та видатними письменниками, такими як поет-лауреат Тед Г'юз, та лауреат Нобелівської премії новеліст Доріс Лесінг, був одним з кількох помітних мислителів, на яких глибоко вплинув Шах.
Шах і Орнштейн познайомились у 1960 році. Розуміючи, що Ортнштейн міг бути ідеальним партнером у поширенні його вчень, переводячи їх в ідіому психотерапії, Шах зробив його своїм представником (халіфа) у Сполучених Штатах.„Психологія свідомості“ Орнштейна була з ентузіазмом сприйнята академічною психологічною спільнотою, оскільки вона збігалася з новими інтересами у цій галузі, такими як вивчення біологічного зворотнього зв'язку та інших технік, призначених для зсуву настрою та усвідомлення. Орнштейн подалі написав ще багато книг з цієї сфери.
Науковий філософ і фізик Анрі Бортофт використовував навчальні історії зі збірнику Шаха, як аналогію звичок розуму, які заважали людям уловлювати науковий метод Йогана Вольфганга фон Гете. „Повнота природи“ Бофтофта: Науковий шлях Гете включає історії з „Казок дервішів“, „Подвигів незрівнянного мули Насреддина“ та „Запашного скорпіону“.
У їх оригінальному та культурному оформленні, суфійські навчальні історії, які популяризував Шах — спочатку передавались усно, пізніше вони були записані з метою передавати суфійську віру та техніки наступним поколінням — вважались придатними для людей будь-якого віку, включаючи дітей, оскільки вони містили кілька шарів смислів. Шах порівнював суфійську історію з персиком: „Людина може бути збита зовнішнім виглядом — якщо вам хто набудь надасть персика. Ви можете з'їсти персика, та й спробувати далі насолоджуватися… Ви можете викинути кісточку — чи то розбити її та знайти смачне ядро усередині. Це є прихованою глибиною“. Саме таким чином Шах запросив свою аудиторію сприймати суфійську історію. Терплячи невдачу в тому, щоб виявити ядро і вважаючи цю історію просто забавную або поверхневою людина досягне не більш ніж дивитись на персик, в той час як інші засвоївши історію, дозволять собі, щоб вона їх доторкнулась.
Тахір Шах згадує розповідання історій його батьком у декількох місцях своєї книги „Арабські Ночі“, перш за все для того, щоб розібрати, як Ідріс Шах використовував навчальні історії: „Наш батько ніколи не розповідав нам, як історії працюють. Він не розкривав шарів, самородків інформації, фрагментів істини та уяви. Йому було це не потрібно — тому що будучи подані в правильних умовах, історії сіяли самі себе“. Далі він пояснює, як його батько використовував ці історії, щоб наділяти мудрістю: „Мій батько завжди мав напоготові історію, щоб відволікти нашу увагу, або для використання як шляху до передачі ідеї чи думки. Він казав, що великі колекції історій зі Сходу були як енциклопедії, джерела мудрості та знань, готових бути вивченими, оціненими та взлеліяними. Для нього історії представляли набагато більше, ніж просто розвага. Він розглядав їх як комплексні психологічні інструменти, що утворювали сукупність знань, які були зібрані та вдосконалені з моменту світанку людства, та більш часто, ніж ні, передавались із вуст в уста“.
Далі в книзі він продовжує обговорення історій, як інструментів навчання, цитуючи наступне пояснення, яке його батько дав йому наприкінці історії:
Ці історії є технічними інструментами, вони як карти, як різновид креслень. Те, що я роблю — це показую людям, як використовувати карти, тому що вони забули. Ви можете думати, що це дивний спосіб вчити — історіями — але колись давно це було шляхом передачі людьми мудрості. Кожен знав, як підчерпнути мудрість із історії. Вони могли бачити скрізь шари, так само, як ви можете бачити рибу, заморожену в блоці льоду. Але світ, в якому ми живемо втратив цю здатність, здатність, яку він, звичайно, мав. Вони слухають історії, та вони сподобаються їм, тому що історії розважають їх, змушуючи їх відчувати тепло. Але вони не можуть бачити повз першого шару, в лід. Історії подібні дивовижній шаховій дошці: усі ми знаємо, як грати в шахи, та ми можемо бути втягненими в гру, настільки складну, що наші здібності виснажуються. Але уявіть собі, що гра століттями була втрачена для суспільства, та потім була знайдена чудова шахова дошка та її частини. Кожен буде скопичуватися навколо, щоб побачити їх та оцінити їх. Вони можуть так ніколи і не уявити собі, що такий гарний предмет завжди мав мету більшу, ніж розважати очі. Колись кожен знав як грати з ними, як розглядати їх. Ми повинні показати людям, як грати в цю гру.
Тахір Шах, „Арабські ночі“.
Олав Хаммер в книзі „Суфізм в Європі та у Північній Америці“ (2004) наводить приклад такої історії. Йдеться про людину, яка шукала ключ на подвір'ї. Проходячи повз сусід спитав людину, чи це є, насправді, те місце, де він втратив ключа, він відповів: „Ні, я втратив його вдома, але тут світліше, ніж в мене вдома“. Версії цієї історії були відомі багато років на Заході (див. ефект вуличного освітлення). Це є прикладом довготривалого явища схожих сюжетів, що існують у багатьох різних культурах, що було центральною ідеєю казкової колекції Шаха „Казки світу“.
Пітер Вілсон, який написав книгу „Нові тенденції та події в світі ісламу“ (1998), цитує іншу подібну історію, яка зображає дервіша, якого просили описати якості його вчителя, Аліма. Дервіш пояснив, що Алім написав прекрасну поему, та надихнув його своєю самопожертвою та його служінням своїм співгромадянам. Той, хто його запитував, охоче схвалив ці якості, але цим знайшов тільки дервіша докору: „То були тільки ті якості, які рекомендували Аліма вам“. Далі він перейшов до переліку якостей, яки робили Аліма придатним бути ефективним вчителем: „Хазрат Алім Азі примушував мене роздратовуватися, що стало причиною мого вивчення мого роздратування, щоб вистежити його джерело, Алім Азі злив мене, так що я міг відчути та перетворити свій гнів.“ Він пояснює, що Алім Азі слідкував шляху докору, навмисно провокуючи жорсткі атаки на себе, для того, щоб висвітлити недоліки як своїх учнів, так і критикунів, дозволяючи їм бачити, чим вони дійсно були: „Він показував нам дивне, так що дивне стало звичайним, та ми могли зрозуміти, що воно таке є“.

### Погляди на культуру та практичне життя
Турботою Шаха було виявити сутісні частини, які лежать в основі всіх культур та приховані фактори, що визначають поведінку особистості. Він знизив фокусування Заходу на зовнішніх та поверхневих проявах, які часто просто відбивали моду і звички і привернув увагу на походження культури, несвідомих та змішаних мотивацій людей і груп, сформованих ними. Він зазначив, як на індивідуальному, так і на груповому рівнях короткостроковість перетворення катастроф у благословення — та навпаки — і все ж знання цього мало вплинуло на спосіб, яким люди реагують на події в міру їх появи.
Шах не підтримував відмови від мирських обов'язків, натомість він стверджував, що пошук скарбу претендентом в учні повинен виходити з його зусиль і старань у повсякденному житті. Він вважав практичну працю тим засобом, за допомогою якого шукач міг здійснювати роботу-над-собою, відповідно до традиційного вибору суфіямі звичайних професій, завдяки яким вони заробляли гроші собі на прожиття і „працювали“ на себе.
Шаха статус вчителя залишився невизначеним, відмовляючись як від ідентифікації в якості гуру, так і від бажання заснувати культ або секту, він так само відкинув академічний капелюх. Майкл Рубінштейн, в „Творцях сучасної культури“ прийшов до висновку, що „його, мабуть, краще за все розглядати як втілення традиції, в якій споглядальні і інтуїтивні аспекти розуму вважаються найбільш продуктивними, коли працюють спільно“.

### Спадщина
Ідріс Шах вважав свої книги спадщиною, самі по собі вони виконали б ту функцію, яку він виконував, коли б він більше не міг бути там. Просування та поширення публікацій своїх вчителів було важливою частиною „роботи“ для учнів Шаха, як для збору коштів, так і для трансформації громадської обізнаності. ICR призупинило свою діяльність у 2013 році після формування нового благодійного товариства — "Фонду Ідріса Шаха", тоді як SSS припинив свою діяльність ще раніше.
ISHK (Institute for the Study of Human Knowledge), який очолює Орнштейн веде активну діяльність в Сполучених Штатах, після терористичного нападу 9/11, наприклад, ISHK відправив брошуру, що рекламує книги, пов'язані з Афганістаном, автором яких був Шах та його коло членів Асоціації Вивчень Середнього Сходу, таким чином пов'язуючи ці публікації з необхідністю поліпшення міжкультурного взаєморозуміння.
Коли Елізабет Холл брала у Шаха інтерв'ю для „Психології сьогодні“ в 1975 році, вона запитала його: „ В ім'я людяності, що б ви хотіли побачити, що сталося?“ Шах відповів: „Що я насправді хочу, якщо хто-небудь слухає зараз, так те, щоб продукти психологічних досліджень останніх 50-ти років вивчалися громадськістю, всіма, щоб відкриття стали частиною їх способу мислення (…) у них є величезний пласт психологічної інформації і вони відмовляються використовувати його“.
Брат Шаха, Омар Алі-Шах (1922—2005), також був письменником і вчителем суфізму, брати вчили учнів якийсь час разом в 1960-х, але у 1977 „погодилися не погоджуватися“ і пішли кожен своїм шляхом. Після смерті Ідріса Шаха в 1996 році більшість його учнів приєдналися до руху Омара Алі-Шаха.
Одна з дочок Шаха, Сайра Шах, стала помітною в 2001 році, завдяки звіту про права жінок в Афганістані в її документальному фільмі „Під вуаллю“. Його син, Тахір Шах, відомий письменник, журналіст та мандрівник.

## Прийняття
Книги Шаха про суфізм досягли гранично значного схвалення. Він був в центрі сюжету документального фільму ВВС („Одна пара очей“) в 1969 році, і дві його роботи ("Шлях суфія» і «Роздуми») були визнані «Видатною книгою року» в програмі «Критики» на каналі ВВС. Серед інших відмінностей — Шах зайняв шість перших призових місць в ході Всесвітнього року ЮНЕСКО в 1973 році і ісламський вчений Джеймс Крітцек, коментуючи "Казки дервішів" Шаха, сказав, що це було «чудово переведено».
У 1973 році була опублікована збірка позитивних оцінок робіт Шаха під назвою «Суфійські вивчення: Схід та Захід», який включав, серед інших, контрибуції Л. Ф. Рашбрука Уільямса, Рома Ландау, Мохаммада Хідаятулли, Гьюла Германа, сера Джона Глабба, сера Рейзіка Фаріда, Іштіяка Хусейна Куреши, Ахмета Еміна Ялмана, Махмуда Юсефа Шаварбі і Насролли С.Фатемі.
Колін Вілсон заявляв, що "частково завдяки Ідрісу Шаху, я почав бачити деякі нові і цікаві підтексти [щодо предмету містицизму]. І в своєму огляді «Чарівного монастиря» (1972) зазначив, що Шах "не має відношення насамперед до поширення якоїсь доктрини. Він має відношення до методу, яким містичне знання передається…[Суфії] передають знання через пряму інтуїцію швидше в манері майстрів Дзен, і одним із головних засобів зробити це — за допомогою коротких історій і прітч, які прокладають собі шлях в підсвідомість і активують його приховані сили.
В Афганістані «Кабул таймс» заявила, що «Караван сновидінь» (1968) був «украй рекомендований» і «особливо для афганців», тому що це "в основному антологія коротких історій, притч і прислів'їв, жартів та витягів з письмової та усної літератури, які формують частину багатьох вечірніх розмов і взаємних обмінів — навіть у ці сучасні дні — в Афганістані. «Афганські новини повідомляли, що „Суфії“ охоплюють важливість афганського вкладу в світову філософію та науку» і вона була першою повністю авторитетною книгою про суфізм і систему людського розвитку дервішів". Що стосується сумнівів, щодо Шаха кваліфікації і вірчих грамот, Сардар Хаджі Муххамад Хан Зікерія, афганський вчений, який служив міністром освіти Афганістану, а потім послом і Міністром закордонних справ Афганістану, видав нотаріально завірену декларацію для вчених усього світу про сім'ю Шаха в 1970 році.: «Мусаві Саїди Афганістану і хани Пагману визнані нащадками Пророка — мир йому. Вони визнані найблагороднішими за походженням в ісламі і шановані як суфійські вчителі і як вчені-ерудити. Саїд Ідріс Шах, син покійного Саїда Ікбала Алі-Шаха, особисто відомий мені як поважна людина, чиє звання, титули і походження перевірені, та відомий своєю репутацією».
У 1980 році професор Халлілула Халілі, колишній поет-лауреат Афганістану, високо оцінив роботу його «співвітчизника і друга Аріфа (суфійський іллюмінат) Саїда Ідріса Шаха», сказавши: «особливо слід цінувати його блискучі і важливі заслуги в розкритті божественних натхнень і внутрішніх смислів великих вчителів ісламу і суфіїв».
«Індостанський стандарт» Індії знаходив, що «Караван сновидінь» був «прекрасною антологією, в яку може зануритися для розваги, освіження, розради і натхнення… дотепна, захватуюча, досконала і приваблива людина».
Інститут крос-культурного обміну (ICE), канадська благодійна організація, заснована у 2004 році, вирішила використовувати дитячі книги Шаха, поширити серед тисяч потребуючих дітей в Канаді, Мексиці і Афганістані, в рамках їх програми дитячої грамотності і просування крос-культурного розуміння. Ця серія книг опублікована «Hoopoe Books», некомерційною ініціативою американського психолога Роберта Орнштейна, Інститутом Вивчення Людських Знань (ISHK). ISHK надає ці книги для дітей з незаможних родин в рамках своєї власної ініціативи поширення грамотності.

### Писання «Школи Шаха»
Ворожим критиком був Джеймс Мур, гурджиєвець, який не погоджувався з твердженням Шаха, що вчення Гурджиєва були по суті в своїй природі суфійськими і виступив із запереченнями до публікації хронологічно неможливої, що вийшла під псевдонімом, книги на цей предмет («Суфії - вчителі Гурджиєва» Рафаеля Лефорта), яку відносили до авторства Шаха. У статті 1986 року в «Релігії сьогодні» (зараз "Журнал сучасної релігіїії, ") Мур описував і аналізував полеміку Беннетта і Грейвза і відзначив, що Шах був оточений «німбом непомірних лестощів: лестощами, якими він сам себе роздув». Він описував Шаха, як підтримуваного «кружком послужливих письменників, редакторів, критиків, аніматорів, радіомовних і подорожуючих письменників, які хором хоробро хвалять Шаха». Мур брав під сумнів припускаємі суфійську спадщину і виховання Шаха і засуджував сукупність писань «Школи Шаха», що вийшли під псевдонімами — йдеться про таких авторів як «Омара Майкла Берка» і «Хадрата Б. М. Дервіша», який з 1960 року був переповнений нестриманих вихвалянь — нібито від незацікавлених сторін — стосовно Шаха, посилаючись на нього як на «Сагіба Ідріса Шаха, Великого Шейха Таріка», «Короля Ченця», «Присутність», «Царя Стараннь», «Втілення Алі» і навіть «Ктуб» або «Вісь» — все в підтримку зароуючихсяня зусиль в збуті суфізму західної аудиторії.
Пітер Вілсон таким же чином коментував «дуже низьку якість» здебільшого того, що було написано в підтримку Шаха, зазначивши «на жаль грубий стиль», стверджуючі, що Шах мав різні паранормальні здібності, «тон зверхності, ставлення, іноді манерне, поблажливе, жалісливе, спрямоване на тих, хто „ззовні“, і очевидну відсутність будь-якої мотивації для обґрунтування претензій, які можуть бути прийняті до уваги як гідні, щоб виправдати таке ставлення». На його думку, була «помітна різниця між власними писаннями Шаха» і якістю цієї другосортної літератури. Як Мур, так і Вілсон, обидва відзначали схожість стилів, і розглядали можливість того, що більшість робіт, які вийшли під псевдонімом, часто публікуються видавництвом «Октагон Пресс», власним видавничним домом Шаха, могли бути написані самим Шахом.
Аргументуя альтернативну інтерпретацію цієї літератури, релігійний вчений Ендрю Роулісон припустив, що швидше за все, це не «прозоро обслуговуючий (…) обман», а могло бути «маскарадом — чим-то таким, що за визначенням має бути видним наскрізь». Заявляючи, що «критика укорінених позицій сама по собі не може бути фіксованою а доктринальною» і відзначаючи, що наміром Шаха завжди було підірвати помилкові переконання, він стверджував, що «міф про Шаха», створений цими писаннями міг бути повчальним інструментом, а не інструментом приховування, щось «змушуюче бути деконструйованим» — те, що як передбачається розчиниться, коли ти доторкнешся цього". Роулісон прийшов до висновку, що Шаха «неможливо приймати за чисту монету. Його власні аксіоми усувають саму можливість цього».

### Оцінка

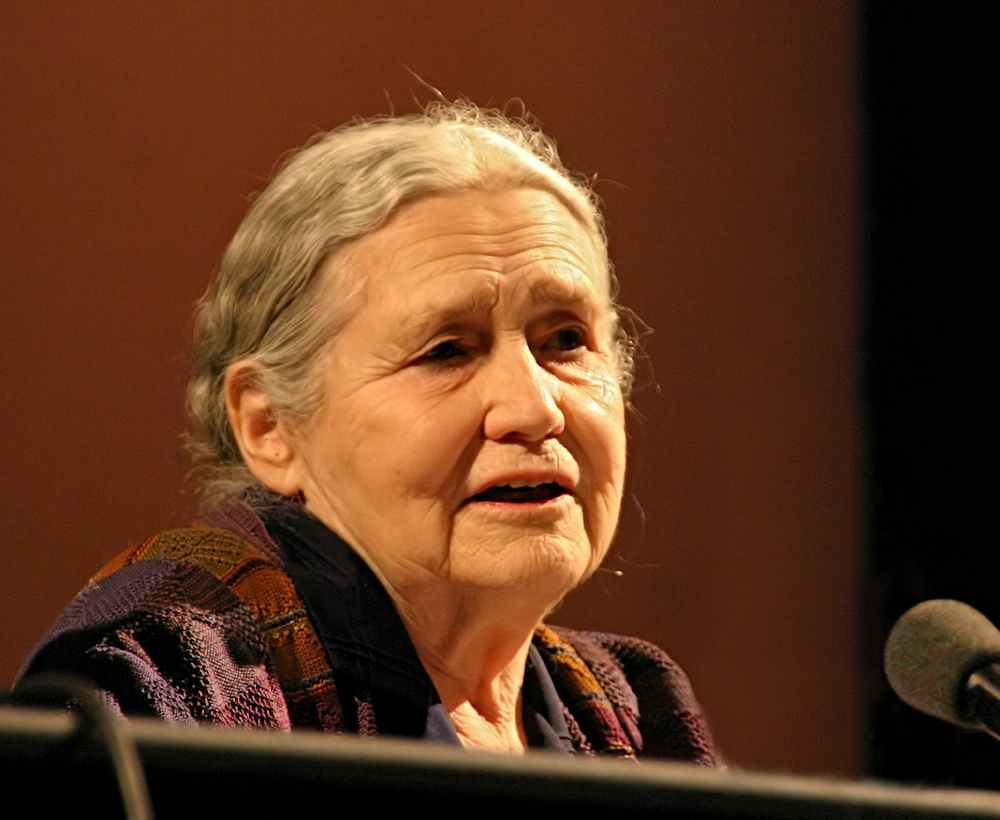
Лауреат Нобелівської премії Доріс Лесінг, на яку глибоко вплинув Шах

Доріс Лессінг, одна з найбільших захисників Шаха, в інтерв'ю в 1981 році заявила: «Я знайшла суфізм таким, яким навчав Ідріс Шах, таким, який претендує на те, щоб бути реінтродукціэю стародавнього знання, відповідного для цього часу і місця. Це не збочений мотлох зі Сходу або розбавлений іслам, або що-небудь подібне». У 1996 році, коментуючи смерть Шаха в The Daily Telegraph, вона заявляла, що зустріла Шаха завдяки «Суфіям», яка була для неї самої дивовижною книгою, яку вона коли-небудь читала, і книгою, яка змінила її життя. Описуючи твори Шаха, як «феномен, подібності якому немає в наш час», вона характеризувала його, як різнобічну людину, дотепнішу з усіх людей, яких вона коли-небудь очікувала зустріти, доброго, щедрого, скромного («Не дивіться на те, як я виглядаю, але візьміть те, що у мене в руці», цитує вона його висловлювання), і як її доброго друга і вчителя протягом 30-ти з гаком років.
Артур Дж. Дейкман, професор психіатрії і давній дослідник в області медитації і зміни свідомості, який почав вивчати суфійські навчальні історії на зорі сімдесятих, висловив думку, що західні психотерапевти можуть отримати вигоду з перспектив, що надаються суфізмом і його всеосяжною сутністю, за умови, що відповідні матеріали були б вивченні правильним чином в правильній послідовності. З огляду на те, що роботи Шаха і переклади суфійських навчальних історій були навмисно складені саме таким чином, він рекомендував їх тим, хто зацікавлений в оцінці для себе цього питання, і відзначав, що багато авторитетів прийняли позицію Шаха як виразника сучасного суфізму. Психолог і дослідник свідомості Чарльз Тарт прокоментував, що писання Шаха «привели його до глибшого розуміння того, що є психологія, ніж що-небудь ще коли-небудь написане».
У 1973 році, Беннетт, коли його попросили дати оцінку Шаху, сказав, що Шах робив дуже важливу роботу у великих масштабах, «дуже ефективно повсюдно активізуючи людей, змушуючи їх думати, показуючи їм, що способи мислення, які здаються вільними, насправді значною мірою зумовлені». Він посилався на Шаха, як на Крішнамурті суфізму, розбиваючи фіксовані ідеї людей з багатьох напрямків, в рамках процесу пробудження, який є «дуже важливою підготовкою для нового світу.»
Індійський філософ і містик Раджниш, пізніше відомий як Ошо, коментуючи роботу Шаха, описав «Суфії» як «просто алмаз. Цінність того, що він зробив в „суфіях“ — незмірно». Він додав, що Шах був «людиною, який представив Муллу Насреддіна Заходу, і він надав неймовірну послугу. Цей борг — несплатен. […] Ідріс Шах зробив просто маленькі анекдоти про Насреддіна ще більш прекрасними … (він) не тільки здатний точно перекласти притчі, але навіть прикрасити їх, зробити їх більш пікантними, гострими.»
Річард Смолі і Джейн Кінні, в «Прихованій мудрості: путівнику по західним внутрішнім традиціям» (2006), оголосили «Суфіїв» Шаха «надзвичайно читабельним і великим введенням в суфізм», додаючи, що «Шаха підхід очевидний всюди, і деякі історичні затвердження спірні (жодне з них не вказано), але немає книги такої ж вдалої, ніж ця в провокуванні інтересу до суфізму для звичайного читача». Вони описували «Вчитися як вчитися», збірник інтерв'ю, бесід і коротких писань, як одну з найкращих робіт Шаха, що забезпечує міцну орієнтацію на його «психологічний» підхід до суфійської роботі, відзначаючи, що «Шах забезпечує глибоким розумінням того, що виступає в ролі щеплення, що оберігає учнів від більшої частини дурниць на духовному ринку».
Іван Тірелл і соціальний психолог Джо Гріффін, в їх книзі про вроджені емоційні потреби «Те, що дано людству: новий підхід до емоційного здоров'я і ясного мислення», писав, що Шах «більш, ніж будь-хто інший, розумів і цінував реальну важливість того, що дано роду людському». В іншій книзі, «Божество: великий вибух мозку — вибухове походження креативності, містицизму і психічних захворювань», вони говорили, що історії Шаха, «розповідаємі як молодим, так і старим […] закладають в розумі креслення, не тільки для життя і подолання щоденних труднощів, але і для подорожі по духовному шляху. Їх імпульси не можуть бути розпізнані або відчуті протягом місяців або років з моменту першого їх прослуховування або прочитання, але з часом структурний зміст, який вони в собі містять використовуватимуть шаблони-сопоставляючу природу мізків, роблячи можливим для учнів спостереження функціонування їх власних емоційно обумовлених реакцій на зміну життєвих обставин. Це в подальшому полегшує їм вчинення будь-яких дій, яких від них вимагає реальність, і з'єднує їх уми з вищими сферами. Навчальні історії повинні бути прочитані, розказані, над ними слід міркувати, але не слід їх інтелектуально аналізувати, тому що це руйнує той благотворний вплив, який вони могли б в іншому випадку надавати на ваш мозок». Шах, доповнювали вони, був «великим збирачем і видавцем історій і писань, які містять „довгостроково-імпульсуючу“ особливість. Він розумів життєву важливість для людства аспектів „ментальних креслень“, а його книги повні поживних прикладів».
Олав Хаммер відзначав, що в останні роки Шаха, коли щедрість його шанувальників зробила його по-справжньому багатим, і він став шанованою постаттю серед вищих ешелонів Британського товариства, виникали суперечки через невідповідності між автобіографічними даними — згадкою спорідненості з Пророком Мухаммадом, приналежності до секретного суфійського таємного ордену в Центральній Азії, або до традиції, в якій навчався Гурджиїв — і відкриваючимися історичними фактами. Хоча, можливо, існував зв'язок з Пророком Мухаммедом, число людей, які мають такий зв'язок сьогодні, через 1300 років, буде щонайменше один мільйон. Інші елементи Шаха автобіографії, мабуть, були чистою фікцією. Навіть якщо так, Хаммер відзначав, що книги Шаха продовжують залишатися суспільно затребуваними, і що він зіграв «видатну роль в поданні суті суфізму як неконфесійної, індивідуалістичної і життєствердною дісціляції духовної мудрості».
Пітер Вілсон писав, що якщо Шах був шахраєм, то він був «надзвичайно обдарованим шахраєм», тому що, на відміну від просто комерційних письменників, він виділяв час для того, щоб створити ретельно розроблену і внутрішньо узгоджену систему, яка привернула «повний діапазон більш-менш іменитих людей» та «провокував і стимулював процес мислення в різних колах». Мур визнавав, що Шах зробив свій внесок в популяризацію гуманістичного суфізму, і «привніс енергію і ресурс в його самозбільшення», але закінчив засуджуючим висновком, що Шах був «суфізмом» без самопожертви, без самотрансцендентності, без прагнення до гнозісу, без традиції, без Пророка, без Корану, без Ісламу і без Бога. Просто так".
Гор Відал висловлював думку, що Шаха «книги набагато важче читати, ніж писати».

#### «Суфії», полеміка
Прийняття Шаха також біло відзначено полемікою. Деякі східнознавці були ворожі, частково тому, що Шах представляв класичні суфійські писання як інструменти для саморозвитку, які повинні використовуватися сучасними людьми, а не як об'єкти історичного вивчення.
Введення Грейвза в «Суфії», написане за допомогою Шаха, описувало Шаха як «по чоловічій лінії останнього за походженням від Пророка Мухаммада» і як успадковавшего «секретні таємниці Халіфів, його предків». Він, за фактом, Великий Шейх суфійських Тарика". Приватно, однак, в листуванні з другом, Грейвз зізнався, що це було «введенням в оману: він один з нас, не мусульманський персонаж». Введення не включалося в перевидання книги видавництвом «Октагон Прес» після 1983 року, але завжди включалось в видання Anchor\Doubleday.
І самий шалений критик Шаха, единбурзький вчений Л.П.Елвелл-Саттон, в статті 1975 року, який критикував те, що він називав «псевдо-суфіями», як Гурджиев та Шах, та висловив думку, що Грейвз намагався «модернізувати» Шаха «досить невиразний родовід» і що посилання на спорідненість з Мухаммадом по батьківській лінії була «досить невдалою помилкою», так як сини Мухаммада всі померли в дитинстві. Хоча Елвелл-Саттон погодився з тим, що сім'я була Саїдами, які відбулися від сьомого імама Муси Аль-Кадхима, великим прапрадідом якого був Хусейн Ібн Алі, який був молодшим сином шлюбу Фатіми (дочки Пророка) і Алі Ібн Таліба, вважав це «невиразним родовідом» без особливої святості, тому що «Саїди розповсюджуються по всьому ісламському світу, у всіх суспільствах і по обидві сторони кожного політичного і релігійного розмежування». Він описував книги Шаха, як «тривіальні», переповнені помилками в фактах, неохайними і неточними перекладами і навіть неправильно написаними Східними іменами і словами — «плутанина банальностей, речей, які не відносяться до справи і просто мумбо-юмбо», додаючи, що у Шаха була «видатна думка про його власну важливість». Він кинув туманний погляд на збірник статей Рашбрука Вільямса про (збірник, написаний на честь) Шаха, сказавши, що він вважає більшість домагань, позначених в книзі, як від імені Шаха і його батька, щодо їх представництва суфійської традиції, самообслуговуючими публічність і розголосу, зазначену «обеззброючою зневагою до фактів». Висловлюючи здивування і подив «улесливими манерами» співрозмівников в радіоінтерв'ю ВВС, елвелл-Саттон прийшов до висновку, що деякі західні інтелектуали були «так доведені до відчаю в пошуку відповідей на питання, яку ставлять їх у глухий кут, що вони вступають в конфронтацію з мудрістю „таємничого і незбагненного Сходу“, вони відмовляються від свїх критичних здібностей і підкоряються грубою формою промивання мізків». Для Елвелла-Саттона суфізм Шаха знаходився в сфері «псевдосуфізма», «зосередженому не на Бозі, але на людині».

#### Омар Хаям, полеміка
Наприкінці 1960-х, на початку 1970-х років, Шах зазнав нападу у зв'язку з полемікою, що оточувала в 1967 році публікацію нового перекладу рубаятів Омара Хаяма, виконаного Робертом Грейвзом і старшим братом Шаха, Омаром Алі-Шахом. Переклад, який представляв рубаяти як суфійську поему, базувався на забезпеченій примітками «шпаргальці», ймовірно отриманої з рукопису, що перебуває в розпорядженні сім'ї Шаха протягом 800 років. Л. П. Елвел-Саттон, східнознавець з Единбургського університету, і інші, хто переглянув книгу, висловили Їх переконаність в тому, що історія з давнім рукописом була несправжньою.
Грейвз очікував від батька Шаха, Сірдара Ікбала Алі-Шаха, що той надасть оригінальний манускрипт, щоб закрити це питання, але він загинув в Танжері в авіакатастрофі в листопаді 1969 року. Через рік Грейвз просив Шаха надати манускрипт. Шах відповів в листі, що манускрипт не знаходиться в його розпорядженні, але навіть якщо б перебував, надання його нічого б не довело, тому що він не може бути точно датований за допомогою сучасних методів і його автентичність все одно б оскаржувалась. Прийшов час, писав Шах, «щоб ми зрозуміли, що гієни, які виробляють стільки шуму, мають намір бути тільки в опозиції, в деструктивності і вони мають намір проводити кампанію, коли, подивимось правді в очі, ніхто не слухає». Він додав, що його батько був так розлючений тими, хто поширює ці наклепи, що він відмовився бути залученим ними у це, і відчував, що відповідь його батька була правильной. Грейвз, відзначаючи, що він став тепер широко сприймаємий як жертва грубого обману братів Шах, і що це вплинуло на доходи від продажів інших його історичних книг, наполягав на тому, що надання манускрипту стало «питанням сімейної честі». Він знову тиснув на Шаха, нагадуючи йому про його обіцянки надати манускрипт, якщо виникне така необхідність.
Жоден з братів так ніколи й не надали манускрипт, наводячи племінника і його біографа на роздуми про те, у що тяжко було повірити — пам'ятаючи, що брати Шах багато чим завдячували Грейвзу — що вони могли б приховати манускрипт, якщо він колись існував, перш за все. Згідно писань його вдови багато років потому, Грейвз був «повністю увірован» в автентичності манускрипту, через його дружбу з Шахом, навіть не дивлячись на те, що у нього ніколи не було шансу особисто переглянути текст. Вчені сьогодні прийшли до консенсусу, що манускрипт «Джан Фішан Хана» був фальсифікацією, і що переклад Грейвза/Алі-Шаха за фактом базувався на аналізі вікторіанського непрофесійного дослідника джерел, використуваним попереднім перекладачем рубаятів Едвардом Фітцджеральдом.

## Роботи

### Магія
- Oriental Magic[en] ISBN 9781784790424 (1956—2015)
- The Secret Lore of Magic[en] ISBN 9781784790660 (1957—2016)

### Суфізм
- The Sufis[en] ISBN 9781784790004 (1964—2014)
- Tales of the Dervishes[en] ISBN 9781784790691 (1967—2016)
- Caravan of Dreams[en] ISBN 9781784790127 (1968—2015)
- Reflections[en] ISBN 9781784790189 (1968—2015)
- The Way of the Sufi[en] ISBN 9781784790240 (1968—2015)
- The Book of the Book[en] ISBN 9781784790783 (1969—2016)
- Wisdom of the Idiots[en] ISBN 9781784790363 (1969—2015)
- The Dermis Probe[en] ISBN 9781784790486 (1970—2016)
- Thinkers of the East: Studies in Experientialism[en] ISBN 9781784790608 (1971—2016)
- The Magic Monastery[en] ISBN 0-86304-058-6 (1972—2017)
- The Elephant in the Dark – Christianity, Islam and the Sufis[en] ISBN 9781784791025 (1974—2016)
- A Veiled Gazelle — Seeing How to See ISBN 0-900860-58-8 (1977)
- Neglected Aspects of Sufi Study[en] ISBN 0-900860-56-1 (1977)
- Special Illumination: The Sufi Use of Humour[en] ISBN 0-900860-57-X (1977)
- A Perfumed Scorpion[en] ISBN 0-900860-62-6 (1978)
- Learning How to Learn[en] ISBN 0-900860-59-6 (1978)
- The Hundred Tales of Wisdom[en] ISBN 0-86304-049-7 (1978)
- Evenings with Idries Shah ISBN 0-86304-008-X (1981)
- Letters and Lectures of Idries Shah ISBN 0-86304-010-1 (1981)
- Observations ISBN 0-86304-013-6 (1982)
- Seeker After Truth[en] ISBN 0-900860-91-X (1982)
- Sufi Thought and Action ISBN 0-86304-051-9 (1990)
- The Commanding Self[en] ISBN 0-86304-066-7 (1994)
- Knowing How to Know[en] ISBN 0-86304-072-1 (1998)

#### Збірник історій про Муллу Насреддина
- The Exploits of the Incomparable Mulla Nasrudin[en] ISBN 0-86304-022-5 (1966)
- The Pleasantries of the Incredible Mulla Nasrudin[en] ISBN 0-86304-023-3 (1968)
- The Subtleties of the Inimitable Mulla Nasrudin ISBN 0-86304-021-7 (1973)
- The World of Nasrudin ISBN 0-86304-086-1 (2003)

### Вивчення англійського
- Darkest England ISBN 0-86304-039-X (1987)
- The Natives are Restless ISBN 0-86304-044-6 (1988)
- The Englishman's Handbook ISBN 0-86304-077-2 (2000)

### Подорож
- Destination Mecca[en] ISBN 0-900860-03-0 (1957)

### Художня література
- Kara Kush, London: William Collins Sons and Co., Ltd.. ISBN 0-685-55787-1 (1986)

### Фольклор
- World Tales[en] ISBN 0-86304-036-5 (1979)

### Для дітей
- Neem the Half-Boy[en] ISBN 1-883536-10-3 (1998)
- The Farmer's Wife ISBN 1-883536-07-3 (1998)
- The Lion Who Saw Himself in the Water[en] ISBN 1-883536-25-1 (1998)
- The Boy Without A Name ISBN 1-883536-20-0 (2000)
- The Clever Boy and the Terrible Dangerous Animal ISBN 1-883536-51-0 (2000)
- The Magic Horse ISBN 1-883536-26-X (2001)
- The Man with Bad Manners[en] ISBN 1-883536-30-8 (2003)
- The Old Woman and The Eagle ISBN 1-883536-27-8 (2005)
- The Silly Chicken[en] ISBN 1-883536-50-2 (2005)
- Fatima the Spinner and the Tent ISBN 1-883536-42-1 (2006)
- The Man and the Fox ISBN 1-883536-43-X (2006)

### Як Аркон Дараул
- A History of Secret Societies ISBN 0-8065-0857-4 (1961)[124]
- Witches and Sorcerers ISBN 0-8065-0267-3 (1962)[124]

### Аудіо інтерв'ю, семінари та лекції
- Shah, Idries, and Pat Williams. A Framework for New Knowledge. London: Seminar Cassettes, 1973. Sound recording.
- Shah, Idries. Questions and Answers. London: Seminar Cassettes, 1973. Sound recording.
- King, Alexander, Idries Shah, and Aurelio Peccei. The World-and Men. Seminar Cassettes, 1972. Sound recording.
- King, Alexander, et al. Technology: The Two-Edged Sword. London: Seminar Cassettes, 1972. Sound recording.
- Learning From Stories (1976 Lecture) ISBN 1-883536-03-0 (1997)
- On the Nature of Sufi Knowledge (1976 Lecture) ISBN 1-883536-04-9 (1997)
- An Advanced Psychology of the East (1977 Lecture) ISBN 1-883536-02-2 (1997)
- Overcoming Assumptions that Inhibit Spiritual Development; previously entitled A Psychology of the East (1976 Lecture) ISBN 1-883536-23-5 (2000)

### Дивись також
- The Idries Shah Foundation[en]

## Цитати
1. 1 2  Bibliothèque nationale de France BNF: платформа відкритих даних — 2011.
2. 1 2  SNAC — 2010.
3. ↑  Енциклопедія Брокгауз
4. ↑  CONOR.Sl
5. ↑  Shah, Idries (1977 [1964]). The Sufis. London, UK: Ocnfgon Press. с. 54. ISBN 0-86304-020-9. Though commonly mistaken as a Moslem sect, the Sufis are at home in all religions
6. ↑  Shah, Saira (2003). The Storyteller's Daughter. New York NY: Anchor Books. с. 19-26. ISBN 1-4000-3147-8.
7. ↑  Dervish, Bashir M (4 жовтня 1976). Islamic Culture – an English Quarterly. Hyderabad, India  (Osmania University, Hyderabad): Islamic Culture Board. с. L 4.
8. ↑  Lethbridge, Sir Roper (1893). The Golden Book of India. A Genealogical and Biographical Dictionary of the Ruling Princes, Chiefs, Nobles, and Other Personages, Titled or Decorated, of the Indian Empire (вид. reprint by Elibron Classics (2001)). UK/New York, NY: Macmillan and Co. с. 13. ISBN 978-1-4021-9328-6.
9. 1 2 3 4 5 6 7 8 9 10 11 12 13 14 15 16 17  Moore, James (1986). Religion Today.
10. 1 2 3 4 5 6 7 8 9 10  Westerlund, David (2004). Sufism in Europe and North America. New York, NY: RoutledgeCurzon. с. 136-138. ISBN 0-415-32591-9.
11. ↑  L.F. Rushbrook, Williams (1974). Sufi Studies: East and West. New York, NY: E.P. Dutton & Co. с. 13—24.
12. ↑  1970 BBC interview with Idries Shah. Архів оригіналу за 28 квітня 2019.
13. ↑  "Living dangerously". The Daily Telegraph. London. 2001-06-16, Retrieved 2008-10-29. Архів оригіналу за 16 липня 2018.
14. 1 2  Lamond, Frederic (2004). Fifty Years of Wicca. Green Magic. с. 9, 37. ISBN 0-9547230-1-5.
15. 1 2  Lamond, Frederic (2005). Fifty Years of Wicca. Green Magic. с. 19. ISBN 0-9547230-1-5.
16. ↑  Pearson, Joanne (2002). A Popular Dictionary of Paganism. London, UK/New York, NY: Routledge Taylor & Francis Group. ISBN 0-7007-1591-6.
17. 1 2 3 4 5 6  O'Prey, Paul (1984). Between Moon and Moon – Selected Letters of Robert Graves. Hutchinson. с. 213-215. ISBN 0-09-155750-X.
18. 1 2  Graves, Richard P (1998). Robert Graves and The White Goddess 1940–1985. London, UK: Phoenix Giant. с. 326. ISBN 0-7538-0116-7.
19. 1 2 3  Cecil, Robert (26 листопада 1996). "Obituary: Idries Shah". The Independent. London. Архів оригіналу за 7 листопада 2017. Процитовано Retrieved 2008-11-05..
20. ↑  "Editorial Reviews for Idries Shah's The Sufis". amazon.com. Retrieved 28 October 2008.
21. 1 2 3  Smith, Jane I (1999). Islam in America (Columbia Contemporary American Religion Series). New York, NY/Chichester: Columbia University Press. с. 69. ISBN 0-231-10966-0.
22. ↑  O'Prey, Paul (1984). Between Moon and Moon – Selected Letters of Robert Graves 1946–1972. Hutchinson. с. 236, 239, 240. ISBN 0-09-155750-X.
23. ↑  O'Prey, Paul (1984). Between Moon and Moon – Selected Letters of Robert Graves 1946–1972. Hutchinson. с. 234, 240—241. ISBN 0-09-155750-X.
24. 1 2  Elwell-Sutton, L. P ((May 1975)). "Sufism & Pseudo-Sufism". Encounter. XLIV (5): 14.
25. 1 2 3 4 5 6 7 8 9  Bennett, John G. (1975). Witness: The autobiography of John G. Bennett. Turnstone Books. с. 355—63. ISBN 0-85500-043-0.
26. 1 2 3 4 5 6 7 8  Bennett,, John (1974). Witness: The autobiography of John G. Bennett. Tucson: Omen Press. с. 355-63. ISBN 0-912358-48-3.{{cite book}}:  Обслуговування CS1: Сторінки з посиланнями на джерела із зайвою пунктуацією (посилання)
27. ↑  Bennett, John G. (1973). Gurdjieff: Making a New World. Santa Fe: NM: Turnstone Books. с. 21. ISBN 0-9621901-6-0.
28. ↑  Bennett, John G. (1973). Gurdjieff: Making a New World. Santa Fe: NM: Turnstone Books. с. 104. ISBN 0-9621901-6-0.
29. ↑  Shah, Idries (2003). The World of Nasruddin. London: Octagon Press. с. 438. ISBN 0-86304-086-1.
30. ↑  Shah, Idries ((13 April 2007)). "Declaration of the People of the Tradition and Twenty-Two Principles". UK: Sher Point Publications.
31. ↑  Hinnells, John R. (1992). Who's Who of World Religions. Simon & Schuster. с. 50. ISBN 0-13-952946-2.
32. ↑  [Anthonyblake.co.uk "Meetings"]. Retrieved 2016-03-27. {{cite web}}:  Перевірте схему |url= (довідка)
33. 1 2  Hall, Elizabeth (July 1975). "At Home in East and West: A Sketch of Idries Shah". 9 (2): 56: Psychology Today.
34. ↑  Bennett, John G. (1975). Witness: The autobiography of John G. Bennett. Turnstone Books. с. 362—63. ISBN 0-85500-043-0. Chapter 27, Service and Sacrifice: "The period from 1960 (...) to 1967 when I was once again entirely on my own was of the greatest value to me. I had learned to serve and to sacrifice and I knew that I was free from attachments. It happened about the end of the time that I went on business to America and met with Madame de Salzmann in New York. She was very curious about Idries Shah and asked what I had gained from my contact with him. I replied: "Freedom!"... Not only had I gained freedom, but I had come to love people whom I could not understand."
35. 1 2  Speeth, Kathleen (1989). The Gurdjieff Work. New York: Jeremy P. Tarcher/Putnam. с. 105. ISBN 0-87477-492-6.
36. ↑  Cecil, Robert (26 листопада 1996). "Obituary: Idries Shah". The Independent. London. Архів оригіналу за 7 листопада 2017. Процитовано Retrieved 2008-11-05.
37. 1 2 3 4 5 6 7  Wintle, Justin (ed.) (2001). Makers of Modern Culture. London, UK/New York, NY: Routledge. с. Vol. 1 р.474. ISBN 0-415-26583-5.
38. ↑  Staff. "About the Institute". Institute for Cultural Research. Архів оригіналу за 14 вересня 2008. Процитовано Retrieved 2008-10-29.
39. 1 2 3 4 5  Staff (Archived from the original on 25 May 2000. Retrieved 16 October 2008.). "Idries Shah – Grand Sheikh of the Sufis whose inspirational books enlightened the West about the moderate face of Islam (obituary)". The Daily Telegraph. Архів оригіналу за 25 травня 2000.
40. 1 2 3 4 5 6 7 8 9 10 11 12 13  Galin, Müge. Between East and West: Sufism in the Novels of Doris Lessing. Albany, NY: State University of New York Press. с. xix, 5—8, 21, 40—41, 101, 115. ISBN 0-7914-3383-8.
41. 1 2  The Courier: (16. 15 October 1971). "Writers Meet".{{cite book}}:  Обслуговування CS1: Сторінки з посиланнями на джерела із зайвою пунктуацією (посилання)
42. ↑  "ICR Fellows". The Institute for Cultural Research. Архів оригіналу за 8 липня 2017. Процитовано Retrieved 27 September 2012.
43. 1 2  Hall, Elizabeth. . "At Home in East and West: A Sketch of Idries Shah". Psychology Today. с. 9 (2): 56.
44. ↑  King, Dr. Alexander. "Monograph Series No. 10: Science, Technology and the Quality of Life". . The Institute for Cultural Research. Архів оригіналу за 16 серпня 2018. Процитовано Retrieved 14 September 2012.
45. ↑  King, Dr. Alexander (Retrieved 14 September 2012). "Monograph Series No. 15: An Eye to the Future". . The Institute for Cultural Research. Архів оригіналу за 16 серпня 2018.
46. 1 2 3 4 5 6  Smoley, Richard; Kinney, Jay (2006). Hidden Wisdom: A Guide to the Western Inner Traditions. Wheaton, IL/Chennai, India: Quest Books. с. 238. ISBN 0-8356-0844-1.
47. 1 2 3 4  Jamal., Malik,; R., Hinnells, John (2006). Sufism in the West. London: Routledge. ISBN 0415274079. OCLC 71148720.{{cite book}}:  Обслуговування CS1: Сторінки з посиланнями на джерела із зайвою пунктуацією (посилання)
48. ↑  Shah, Idries (Presenter) (19 грудня 1970,Retrieved 13 September 2012). "One Pair of eyes: Dreamwalkers". BBC Television. Архів оригіналу за 13 січня 2017.
49. ↑  Claudio., Naranjo, (1994). Character and neurosis : an integrative view. Nevada City, CA: Gateways/IDHHB. ISBN 0895560666. OCLC 707092575.{{cite book}}:  Обслуговування CS1: Сторінки з посиланнями на джерела із зайвою пунктуацією (посилання)
50. ↑  Claudio., Naranjo, (©1971, 1972 printing). On the psychology of meditation. New York: Viking Press. ISBN 0670003646. OCLC 2104363.{{cite book}}:  Обслуговування CS1: Сторінки з посиланнями на джерела із зайвою пунктуацією (посилання)
51. ↑  "Archived copy". 15 лютого 2012. Retrieved 12 September 2012. Архів оригіналу за 15 лютого 2012. [Архівовано 15 лютого 2012 у Wayback Machine.]
52. ↑  Lewin, Leonard (1972). Diffusion of Sufi Ideas in the West. Boulder, CO: Keysign Press.
53. ↑  "Dr Kate Fox : The Institute for Cultural Research". I-c-r.org.uk. Retrieved 2016-03-27. Архів оригіналу за 8 липня 2017.
54. ↑  Westerlund, David (ed.) (2004). Sufism in Europe and North America. New York, NY: RoutledgeCurzon. с. 54. ISBN 0-415-32591-9.
55. 1 2  The Estate of Idries Shah (2008-01-23. Retrieved 2008-10-09.). "Idries Shah, Sayed Idries el-Hashimi (official website)". Архів оригіналу за 23 січня 2008.
56. ↑  Idries Shah. London: Key Press Service. 1973-1979. ISBN 0863040004. OCLC 14444038.
57. ↑  Ghali, Halima (1979). Shah, International Press Review Collection 9. London, UK: BM Sufi Studies.
58. ↑  Williams, L.F. Rushbrook (1974). Sufi Studies: East and West. New York, NY: E.P. Dutton & Co. с. 230—231.
59. ↑  Shah, Sirdar Ikbal Ali (1992). Alone in Arabian Nights. London: Octagon Press Ltd. с. 136. ISBN 0-86304-063-2.
60. 1 2 3  Hall, Elizabeth (1975). . "The Sufi Tradition: A Conversation with Idries Shah" (PDF). . Psychology Today. 9 (2): 61. Архів оригіналу (PDF) за 26 січня 2017. [Архівовано 2017-01-26 у Wayback Machine.]
61. ↑  Lessing, Doris (1970). "The Mysterious East". The New York Times. Review of Books, October 22.
62. ↑  Shah, Sayed Idries (1956). Oriental Magic. London, UK: Octagon Press. с. 59—75. ISBN 0-86304-017-9.
63. ↑  Shah, Idries (1971 [1957]). Destination Mecca. London, UK: Octagon Press. с. 169—78. ISBN 0-900860-13-8.
64. 1 2 3 4 5 6  Taji-Farouki, Suha; Nafi, Basheer M. (eds.) (2004). Islamic Thought in the Twentieth Century. London, UK/New York, NY: I.B.Tauris Publishers. с. 123. ISBN 1-85043-751-3.. {{cite book}}: Перевірте значення |isbn=: недійсний символ (довідка)
65. 1 2 3  Boorstein, Seymour (ed.) (1996). Transpersonal Psychotherapy. Albany, NY: State University of New York Press. с. 241, 247. ISBN 0-7914-2835-4.
66. ↑  Shah, Idries (1977 [1964]). The Sufis. London, UK: Octagon Press. с. 54. ISBN 0-86304-020-9.. {{cite book}}: Перевірте значення |isbn=: недійсний символ (довідка)
67. 1 2  "New Psychology". The Courier. 23 червня 1978.
68. ↑  Shah, Idries (1974). Special Problems in the Study of Sufi Ideas. London, UK:: Octagon Press. ISBN 0-900860-21-9.{{cite book}}:  Обслуговування CS1: Сторінки з посиланнями на джерела із зайвою пунктуацією (посилання)
69. 1 2  Shah, Idries (Retrieved 22 September 2012.). "An Advanced Psychology of the East". ISHK. Архів оригіналу за 4 березня 2016.
70. ↑  Lewin, Leonard (1972). Diffusion of Sufi Ideas in the West. Boulder, CO: Keysign Press. с. 17.
71. 1 2 3 4  Bernard), Clarke, Peter B. (Peter (1997). New trends and developments in the world of Islam. London: Luzac Oriental. ISBN 189894217X. OCLC 39656730.
72. ↑  1924-1996., Shah, Idries, (1996). Learning how to learn : psychology and spirituality in the Sufi way. New York, N.Y.: Penguin/Arkana. ISBN 0140195130. OCLC 35309874.{{cite book}}:  Обслуговування CS1: Сторінки з посиланнями на джерела із зайвою пунктуацією (посилання)
73. ↑  1924-1996., Shah, Idries, (1991, ©1971). Thinkers of the East. London: Arkana. ISBN 0140192514. OCLC 24515700.{{cite book}}:  Обслуговування CS1: Сторінки з посиланнями на джерела із зайвою пунктуацією (посилання)
74. ↑  Lewin, Leonard; Shah, Idries (1972). The Diffusion of Sufi Ideas in the West. Boulder, CO: Keysign Press. с. 72.
75. 1 2 3  Jamal., Malik,; R., Hinnells, John (2006). Sufism in the West. London: Routledge. с. 31. ISBN 0415274079. OCLC 71148720.{{cite book}}:  Обслуговування CS1: Сторінки з посиланнями на джерела із зайвою пунктуацією (посилання)
76. 1 2 3  Bernard), Clarke, Peter B. (Peter (1997). New trends and developments in the world of Islam. London: Luzac Oriental. с. 195. ISBN 189894217X. OCLC 39656730.
77. ↑  Bernard), Clarke, Peter B. (Peter (1997). New trends and developments in the world of Islam. London: Luzac Oriental. с. 167. ISBN 189894217X. OCLC 39656730.
78. ↑  S., Fahim, Shadia (1994). Doris Lessing : Sufi equilibrium and the form of the novel. New York: St. Martin's Press. ISBN 0312102933. OCLC 28254652.
79. 1 2 3 4  David., Westerlund, (2004). Sufism in Europe and North America (вид. 1st ed). London: RoutledgeCurzon. с. 53. ISBN 0415325919. OCLC 56550708.{{cite book}}:  Обслуговування CS1: Сторінки з посиланнями на джерела із зайвою пунктуацією (посилання)
80. ↑  1938-, Bortoft, Henri, (1996). The wholeness of nature : Goethe's way toward a science of conscious participation in nature. Hudson, N.Y.: Lindisfarne Press. ISBN 0863152384. OCLC 34951391.{{cite book}}:  Обслуговування CS1: Сторінки з посиланнями на джерела із зайвою пунктуацією (посилання)
81. 1 2 3  Tahir., Shah,. In Arabian nights : a caravan of Moroccan dreams. New York. с. 10, 15, 24, 262. ISBN 9780553805239. OCLC 154678063.{{cite book}}:  Обслуговування CS1: Сторінки з посиланнями на джерела із зайвою пунктуацією (посилання)
82. 1 2 3 4  Bernard), Clarke, Peter B. (Peter (1997). New trends and developments in the world of Islam. London: Luzac Oriental. с. 185. ISBN 189894217X. OCLC 39656730.
83. 1 2 3  1924-1996., Shah, Idries, (1989, ©1980). The dermis probe. London: Octagon. с. 21. ISBN 0863040454. OCLC 20797786.{{cite book}}:  Обслуговування CS1: Сторінки з посиланнями на джерела із зайвою пунктуацією (посилання)
84. ↑  Tahir., Shah,. In Arabian nights : a caravan of Moroccan dreams. New York. с. 215—216. ISBN 0553805231. OCLC 154678063.{{cite book}}:  Обслуговування CS1: Сторінки з посиланнями на джерела із зайвою пунктуацією (посилання)
85. ↑  "The Institute for Cultural Research". The Institute for Cultural Research. Архів оригіналу за 30 серпня 2014. Процитовано 2014. Archived from the original on 30 August 2014. Retrieved 25 October 2015..
86. ↑  "Directors, Advisors & Staff". Institute for the Study of Human Knowledge (ISHK). Archived from the original on 4 October 2008. Retrieved 27 March 2016. Архів оригіналу за 4 жовтня 2008. [Архівовано 4 жовтня 2008 у Wayback Machine.]
87. ↑  Augy., Hayter, (2002). Fictions and factions. Reno, Nev.: Tractus Books. с. 177, 201. ISBN 2909347141. OCLC 55948185.{{cite book}}:  Обслуговування CS1: Сторінки з посиланнями на джерела із зайвою пунктуацією (посилання)
88. ↑  Jamal., Malik,; R., Hinnells, John (2006). Sufism in the West. London: Routledge. с. 30. ISBN 0415274079. OCLC 71148720.{{cite book}}:  Обслуговування CS1: Сторінки з посиланнями на джерела із зайвою пунктуацією (посилання)
89. 1 2  The Middle East and North Africa. 27th ed. (1980-81). London: Europa. 1980. с. 952. ISBN 9780905118505. OCLC 502219875.
90. 1 2 3 4 5  Lessing, Doris; Elwell-Sutton, L. P (1970-10-22, Retrieved 2008-11-05.). "Letter to the Editors by Doris Lessing, with a reply by L. P. Elwell-Sutton". . The New York Review of Books. Архів оригіналу за 1 грудня 2017.
91. ↑  1924-1996., Shah, Idries,; 1207-1273., Jalāl al-Dīn Rūmī, Maulana,; 1890-1978,, Rushbrook Williams, L. F. (Laurence Frederic), ([1973]). Sufi studies: East and West; a symposium in honor of Idries Shah's services to Sufi studies by twenty-four contributors marking the 700th anniversary of the death of Jalaluddin Rumi (A.D. 1207-1273) (вид. [1st ed.]). New York,: Dutton. ISBN 9780525211952. OCLC 820398.{{cite book}}:  Обслуговування CS1: Сторінки з посиланнями на джерела із зайвою пунктуацією (посилання)
92. ↑  edited by D.B. Fry (1982, p. 99.). The Nature of Religious Man. Octagon Press, London.
93. ↑  in Books and Bookmen (June 1972, vol 17, no. 9, issue #201.). Worlds of Magic",.
94. ↑  Kabul Times, 13 May 1973, p. 3.
95. ↑  The Afghanistan News, May 1964, vol 7, no. 81.
96. ↑  "Spirituality, Science and Psychology in the Sufi Way" in Sufi Studies: East and West, edited by Professor L.F. Rushbrook Williams, E.P. Dutton & Co., 1974, p. 116.
97. ↑  "Archived copy". Archived from the original on 2 June 2015. Retrieved 20 August 2012. Архів оригіналу за 2 червня 2015.
98. ↑  "Oriental Wisdom" in Hindustan Standard, 4 January 1970.
99. ↑  Staff (2015) (Archived from the original on 17 December 2015. Retrieved 17 December 2015.). "Children's Literacy: About ICE: Who We Are. The Institute for Cross-cultural Exchange. Архів оригіналу за 17 грудня 2015.
100. ↑  Zada, John (Archived from the original on 17 December 2015. Retrieved 17 December 2015.). "Helping to Close the Literacy Gap". Viewpoint. 38 (4). Toronto, Canada: Canadian Pensioners Concerned. Архів оригіналу за 17 грудня 2015.
101. ↑  Staff (2015) (Archived from the original on 19 December 2015. Retrieved 19 December 2015). "About Share Literacy". . Institute for the Study of Human Knowledge. Архів оригіналу за 19 грудня 2015. [Архівовано 19 грудня 2015 у Wayback Machine.]
102. 1 2 3  Bernard), Clarke, Peter B. (Peter (1997). New trends and developments in the world of Islam. London: Luzac Oriental. с. 189—191. ISBN 189894217X. OCLC 39656730.
103. 1 2 3  1943-, Rawlinson, Andrew, (1997). The book of enlightened masters : western teachers in eastern traditions. Chicago: Open Court. с. 525. ISBN 0812693108. OCLC 36900790.{{cite book}}:  Обслуговування CS1: Сторінки з посиланнями на джерела із зайвою пунктуацією (посилання)
104. 1 2  Lessing, Doris (Retrieved 3 October 2008.). "On the Death of Idries Shah". dorislessing.org. Архів оригіналу за 14 листопада 2017.
105. ↑  "Gurdjieff: Making a New World". Bennett Books. (23 November 1973. Архів оригіналу за 2 квітня 2015. Процитовано Archived from the original (audio cd) on 2 April 2015. Retrieved 17 October 2012.. {{cite news}}: |first= з пропущеним |last= (довідка) [Архівовано 2 квітня 2015 у Wayback Machine.]
106. ↑  1931-1990., Osho, (2007). Books I have loved. Pune, MS, India: Rebel. с. 127—128. ISBN 8172611021. OCLC 588502571.{{cite book}}:  Обслуговування CS1: Сторінки з посиланнями на джерела із зайвою пунктуацією (посилання)
107. ↑  1956-, Smoley, Richard, (2006). Hidden wisdom : a guide to the Western inner traditions (вид. Rev. ed). Wheaton, Ill.: Quest Books. с. 250—251. ISBN 0835608441. OCLC 63680040.{{cite book}}:  Обслуговування CS1: Сторінки з посиланнями на джерела із зайвою пунктуацією (посилання)
108. ↑  Joe., Griffin, (2004). Human givens : a new approach to emotional health and clear thinking. Chalvington: Human Givens. ISBN 1899398317. OCLC 643527518.{{cite book}}:  Обслуговування CS1: Сторінки з посиланнями на джерела із зайвою пунктуацією (посилання)
109. ↑  Joe., Griffin, (2011). Godhead : the brain's big bang : the strange origin of creativity, mysticism and mental illness. Chalvington: Human Givens. ISBN 9781899398270. OCLC 751792322.{{cite book}}:  Обслуговування CS1: Сторінки з посиланнями на джерела із зайвою пунктуацією (посилання)
110. ↑  Christopher., Hitchens, (2011). Arguably : essays (вид. 1st ed). New York: Twelve. с. 61. ISBN 9780857892577. OCLC 843760764.{{cite book}}:  Обслуговування CS1: Сторінки з посиланнями на джерела із зайвою пунктуацією (посилання)
111. ↑  1895-1985., Graves, Robert, (1984). Between moon and moon : selected letters of Robert Graves, 1946-1972 (англ.). London: Hutchinson. с. 214, 269. ISBN 009155750X. OCLC 12583722.{{cite book}}:  Обслуговування CS1: Сторінки з посиланнями на джерела із зайвою пунктуацією (посилання)
112. ↑  "Idries Shah the Sufis Robert Graves". AbeBooks.com. Архів оригіналу за 22 січня 2020. Процитовано Retrieved 2016-03-27.
113. ↑  1924-1996., Shah, Idries, ([1990?], ©1964). The Sufis. New York: Anchor Books. ISBN 9780385079662. OCLC 21948767.{{cite book}}:  Обслуговування CS1: Сторінки з посиланнями на джерела із зайвою пунктуацією (посилання)
114. ↑  1895-1985., Graves, Robert, (1984). Between moon and moon : selected letters of Robert Graves, 1946-1972. London: Hutchinson. с. 311—312. ISBN 009155750X. OCLC 12583722.{{cite book}}:  Обслуговування CS1: Сторінки з посиланнями на джерела із зайвою пунктуацією (посилання)
115. ↑  Elwell-Sutton, L. P. (2 липня 1970). "Mystic-Making". The New York Review of Books. Архів оригіналу за 11 березня 2018. Процитовано Retrieved 5 November 2008..
116. ↑  Elwell-Sutton, L. P. (1976). "Review of: Sufi Studies: East and West by L. F. Rushbrook Williams". Folklore. Taylor & Francis. 87 (1): 120–21.
117. ↑  Elwell-Sutton, L. P. (May 1975). "Sufism & Pseudo-Sufism". Encounter. XLIV (5): 12–16.
118. ↑  Elwell-Sutton, L. P. (May 1975). "Sufism & Pseudo-Sufism". Encounter. XLIV (5): 16.
119. ↑  Robert Graves, Omar Ali-Shah (31 May 1968). "Stuffed Eagle at". time.com. Retrieved 5 November 2008.
120. 1 2 3 4 5 6 7  Graves, Richard Perceval. Robert Graves and The White Goddess: The White Goddess 1940–1985. London, UK: Weidenfeld & Nicolson. с. 446—447, 468–472.
121. ↑  Graves, Beryl (7 грудня 1996). "Letter to the Editor". The Independent. London. Архів оригіналу за 26 січня 2017. Процитовано Retrieved 2008-11-05..
122. ↑  1957-, Razavi, Mehdi Amin, (2005). The wine of wisdom : the life, poetry and philosophy of Omar Khayyam. Oxford: Oneworld. с. 155. ISBN 1851683550. OCLC 57355143.{{cite book}}:  Обслуговування CS1: Сторінки з посиланнями на джерела із зайвою пунктуацією (посилання)
123. ↑  Irwin, Robert (Archived from the original on 25 July 2009. Retrieved 5 October 2008.). "Omar Khayyam's Bible for drunkards". London: The Times Literary Supplement. Архів оригіналу за 25 липня 2009. [Архівовано 25 липня 2009 у Wayback Machine.]
124. 1 2  Estate of Idries Shah, The (1 вересня 2012). Idries Shah. Facebook. Архів оригіналу за 19 січня 2016. Процитовано 1 вересня 2012.